# The Lady Vanishes (película de 1979)
The Lady Vanishes es un filme británico de 1979, dirigido por Anthony Page. Protagonizado por Elliot Gould, Cybill Shepherd y Angela Lansbury en los papeles principales. Es un remake de la película del mismo nombre dirigida por Alfred Hitchcock en 1938. Ambas están basadas en la novela The Wheel Spins, de Ethel Lina White (1876–1944).

## Reparto
- Elliot Gould - Robert Condon
- Cybill Shepherd - Amanda Kelly
- Angela Lansbury - Señorita Froy
- Herbert Lom - Doctor Egon Hartz
- Arthur Lowe - Charters
- Ian Carmichael - Caldicott
- Gerald Harper - Señor Todhunter
- Jenny Runacre - Señora Todhunter
- Jean Anderson - Baronesa
- Madlena Nedeva - Monja
- Madge Ryan - Rose Flood-Porter
- Rosalind Knight - Evelyn Barnes
- Vladek Sheybal – Conductor del tren
- Wolf Kahler - Helmut von Reider
- Barbara Markham - Frau Kummer